# Crenatosiren
Crenatosiren is een geslacht van uitgestorven doejongachtigen uit het Oligoceen langs de zuidoostkust van Noord-Amerika.

## Fossiele vondsten
Fossielen van Crenatosiren zijn gevonden in de Parachucla-formatie in Florida en in de Chandler Bridge-formatie in South Carolina. De vondsten dateren uit het Laat-Oligoceen met een ouderdom van 25,7 tot 23,6 miljoen jaar.

## Kenmerken
Crenatosiren was circa 2,5 meter lang en ongeveer 355 kg zwaar. Deze doejongachtige had middelgrote slagtanden en voedde zich in kustwateren met zeegras. Crenatosiren leefde samen met diverse andere doejongs, zoals Dioplotherium manigaulti en Metaxytherium. Door verschil in lichaamsgrootte en aspecten van de slagtanden hadden de verschillende doejongs een ander voedingspatroon, waardoor er weinig competitie was.